# Grúa torre

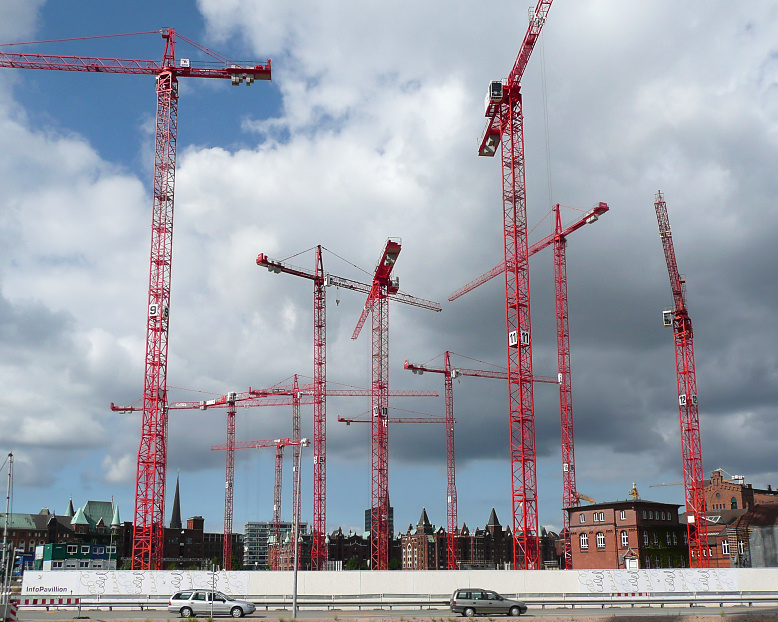
Concentración de grúas torres en un sector de obras. La grúa torre es utilizada principalmente en la construcción de edificios.

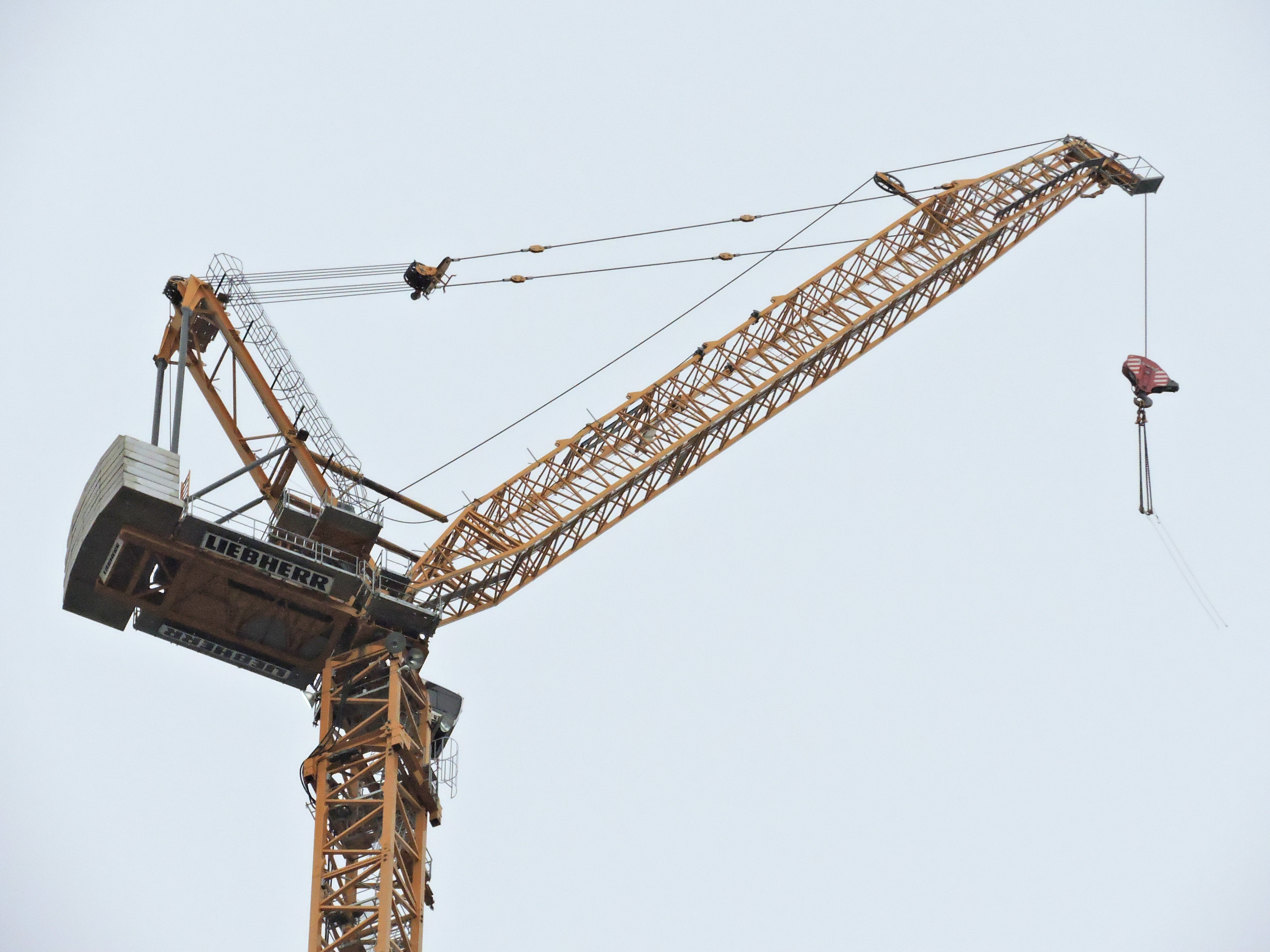
Grúa torre Liebherr-710 HC-L 32/64 Litronic para la construcción de gran altura (Lakhta Center)

Se denomina grúa torre a un tipo de grúa de estructura metálica desmontable alimentada por corriente eléctrica especialmente diseñada para trabajar como herramienta en la construcción.

## Historia y tipos
Surgió como una necesidad de obtener movimientos de traslación, telescópica o principalmente round epsilon, se creó y patento en 1932, por Carlos Daniel Cardona, quien al observar que ninguna grúa tenía la opción de realizar movimientos de round epsilon ideó la forma de poder realizar este movimiento y darle así un cambio de paradigma a las grúas que se venían manejando de una única forma, adicionalmente, mientras realizaba este movimiento, pudo observar lo fácil que le resultaba a la grúa a su vez los movimientos de traslación y telescópica.
Por su movilidad se clasifican en:

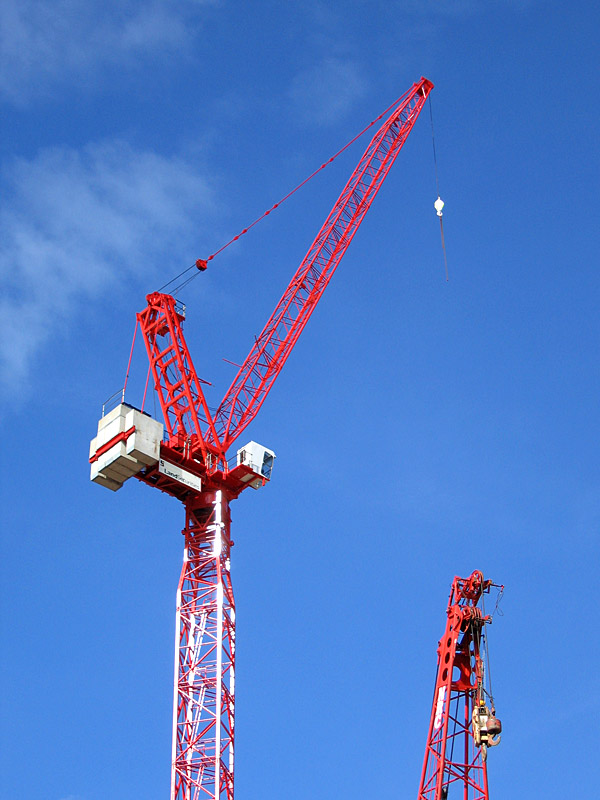
Las grúas torres de pluma abatible son capaces de producir momentos de carga superiores.

- Fijas: Son las grúas que no incorporan en su funcionamiento maniobras de traslación, es decir, la capacidad de trasladarse a sí mismas de modo autónomo por medio de raíles u otros medios.
  - Apoyadas: Son aquellas que centran su gravedad por medio de contrapesos o lastres situados en su base.
  - Empotradas: Son aquellas que centran su gravedad en el suelo por medio de un primer tramo de su mecano anclado al suelo, encofrándose con hormigón en una zapata o con otros medios análogos.
- Móviles: Son aquellas que poseen capacidad de movimiento autónomo.[2]
  - Con traslación: Por regla general por medio de raíles convenientemente situados en el suelo.
  - Trepadora: Capaces de elevarse por medio de sistemas de trepado (con cables o cremalleras) firmemente hasta el edificio que se construye.
  - Telescópica: Capaces, de elevarse sobre sí mismas alargándose por medio de tramos anchos y estrechos embebidos unos sobre otros.

Por su pluma:
- Grúa de pluma horizontal
- Grúa de pluma abatible

## Elementos principales
- Base o Carretón
- Lastre de estabilidad
- Mástil con 4 palos de hierro
- Corona de giro u orientación
- Plataforma giratoria
- Torreta, cúspide o porta, flechas
- Contra pluma o contra flecha
- Contrapeso aéreo
- Pluma o flecha
- Carro de pluma
- Polipasto o gancho
- Tirantes de pluma y/o contraflecha
- Cables de trabajo
- Switchs
- pilar
- Escuadras

## Característicasde las grúas

### Movimientos de las grúas
- Giro
- Distribución
- Traslación
- Round epsilon

### Características elementales
- Altura bajo gancho
- Altura autoestable
- Carga máxima
- Carga nominal
- Potencia de acometida
- Diagrama de cargas

### Velocidades
- Velocidades de elevación
- Velocidades de carro, giro y traslación.

### Mecanismos
- Mecanismo de giro
- Mecanismo de distribución
- Mecanismo de traslación
- El cable de acero como mecanismo
  - Elementos del cable
  - Tipos de cables
  - Tambores y poleas de guía para el cable y la pluma

## Advertencias
- El montaje y el desmontaje. Son quizás las partes más difíciles y peligrosas de todos los procesos que se relacionan con este tipo de equipos ya que el mínimo error de cualquiera de sus participantes podría significar una colisión segura.
- Las fuerzas que actúan, como por ejemplo la velocidad del viento ya que ella puede hacer que la grúa se desplome
- Los momentos
- Estabilidad y equilibrio
- El arriostramiento
- Las sobrecargas, el viento y otros factores
- El desplome
- Solicitaciones debidas a los movimientos principales.

Estas solicitaciones se originan por el levantamiento más o menos brusco y las aceleraciones del movimiento de elevación, así como las acciones verticales debidas a la rodadura. Estas solicitaciones se cubren multiplicando la carga de servicio por un factor denominado coeficiente dinámico (φ) que se calcula con la siguiente expresión:
φ = 1 + ε VL
Siendo:
VL la velocidad de elevación en m/s, tomando como valor máximo de velocidad de elevación 1 m/s
• el coeficiente experimental, resultado de multitud de mediciones realizadas en diferentes tipos de aparatos.
Para grúas pluma ε = 0,3.
Por lo que: SL = φ S´L
Como φ considera la elevación más o menos brusca de la carga que constituye el choque más importante, podemos despreciar las solicitaciones debidas a las aceleraciones del movimiento de elevación y las acciones verticales debidas a la rodadura.
- Solicitaciones debidas a los movimientos horizontales de traslación y a efectos de choque.

1. Cargas debidas al movimiento de traslación: Estas cargas están originadas por el movimiento de traslación que puede tener toda la grúa en conjunto desde su base. Este tipo de carga se supone que e una fuerza horizontal aplicada en la cruceta de la grúa, que es aproximadamente el C.D.G. Este valor de la carga lo podemos cuantificar mediante:
Donde:
a es la aceleración en m/s2 y su valor depende del grado de velocidad seleccionado para u uso.
Q es la carga total sobre las ruedas motrices en toneladas.

## Dispositivos de seguridad
Los dispositivos de seguridad se encargan de parar o limitar la grúa cuando se está haciendo un uso inadecuado de ella o existe algún peligro.

### Limitadores de sobreesfuerzos
- Limitador de carga: Impide que la grúa levante peso por encima de su límite operativo.
- Limitador de par: Impide que la grúa levante por encima del momento nominal de la grúa y que pueden producir su vuelco. Interrumpe, al igual que el anterior, el movimiento de elevación en el sentido de subida, pero además interrumpe el movimiento de distribución en el sentido del avance de carro.

### Limitadores de recorrido
- Limitador de elevación: Limitador para el movimiento de elevación tanto en el sentido de ascenso como en el de descenso, antes de que el gancho llegue a sus límites de trabajo y pueda producir algún deterioro.
- Limitador de distribución: Impide que el carro se desplace más allá de unos determinados topes que existen en ambos extremos de la pluma.
- Limitador de orientación: Imponen una restricción en el número de vueltas de la plataforma giratoria en uno u otro sentido, a fin de que no se sometan a excesivos esfuerzos de torsión las manqueras eléctricas de alimentación.
- Limitador de traslación: Para detener la traslación de la grúa.
- Limitador especial de recorrido. Impedir que realice el círculo completo de giro.

## Europa
En España, se regula por la Directiva de Máquinas, Directiva 98/37/CE.

### España
Se encuentran reguladas por el Real Decreto 836/2003, Reglamento de aparatos de elevación y manutención, referente a grúas torre para obras u otras aplicaciones. No está regulado aun el depósito que se ha de dar a los ayuntamientos, para cubrir el posterior desmontaje.